# Losna
Losna er en ø i Solund kommune i Vestland fylke i Norge. Den ligger ved nordsiden af den yderste del af Sognefjorden. Den har et areal på 15,3 km² og fire indbyggere (2001). Højeste punkt er Meinova, 451 moh. Øen ligger øst for Krakhella på øen Sula. Øen har gammelt landbrugsland, men der er i dag ingen gårde i drift på øen. Der er lidt turisme i sommerhalvåret. I begyndelsen af 1900-tallet var der omkring hundrede fastboende på øen. 
Losna hørte frem til 1. januar 1964 til Gulen kommune. Ved overføringen  fra Gulen til Solund havde øen  40 indbyggere.
I middelalderen var der en kirke på Losnegard, på stedet som stadig hedder Kyrkjeneset.